# تأثير الإنسان على البيئة

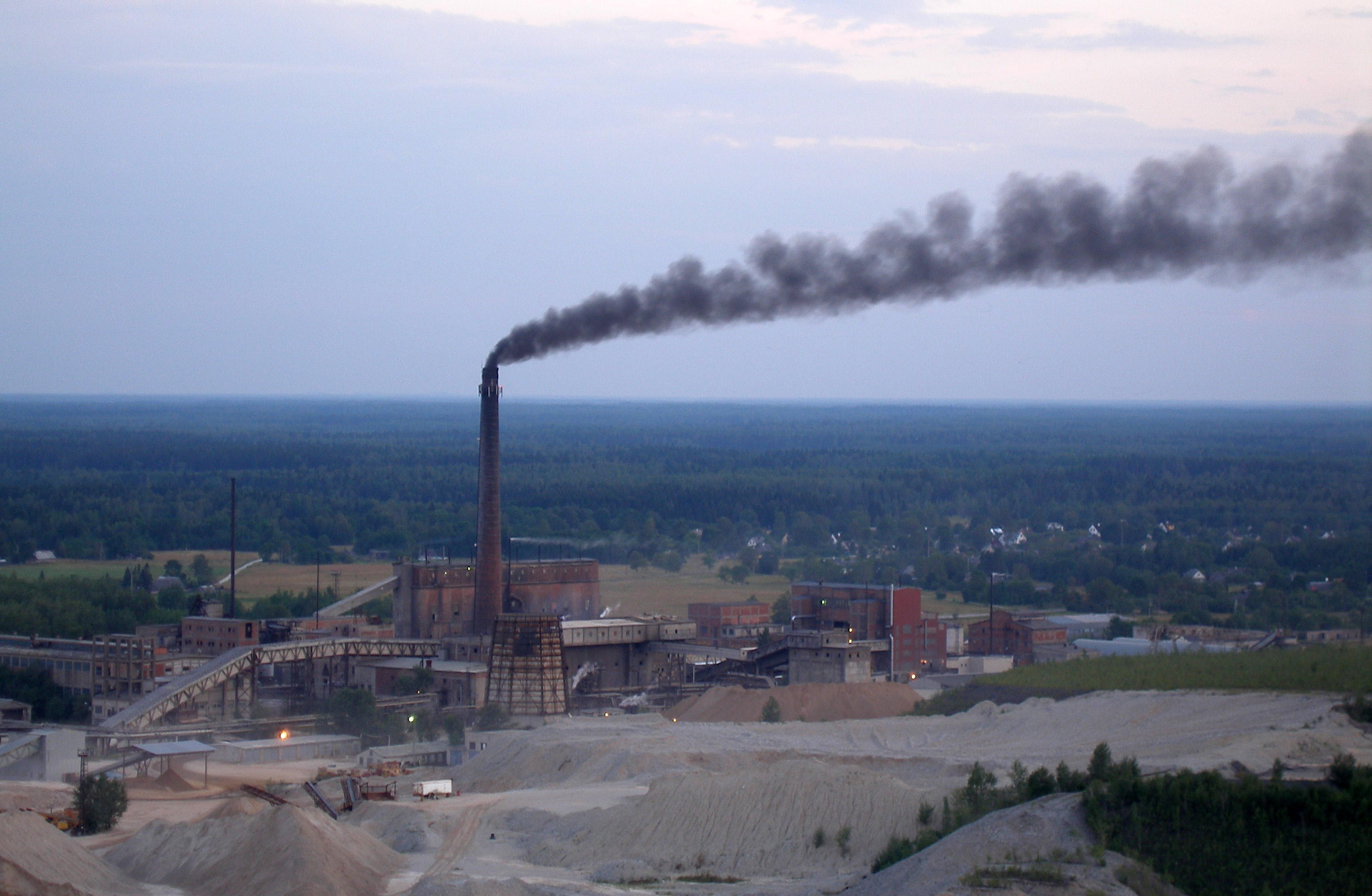
تلوث الهواء بالدخان أحد التأثيرات بشرية المنشأ على البيئة

 يشمل تأثير الإنسان على البيئة (أو التأثير بشري المنشأ على البيئة) التغيرات على البيئات الفيزيائية الحيوية والتنوع الحيوي في الأنظمة البيئية والمصادر الطبيعية التي يسببها البشر بشكل مباشر أو غير مباشر، وتشمل الاحترار العالمي والتدهور البيئي (كزيادة حموضة المحيطات والانقراض الجماعي وخسارة التنوع الحيوي وأزمة النظام البيئي والانهيار البيئي). يحدث تعديل البيئة لتناسب حاجات المجتمع آثارا شديدة تزداد سوءا مع استمرار مشكلة الازدياد السكاني.
تشمل بعض النشاطات الإنسانية التي تسبب الضرر (بطريقة مباشرة أو غير مباشرة) للبيئة على نطاق عالمي تكاثر البشر والاستهلاك الزائد والاستغلال الزائد والتلوث وقطع الغابات، وهي بعض الأنشطة المؤثرة. تعرِّض بعض المشكلات -بمافيها الاحترار العالمي وخسارة التنوع الحيوي- الجنس البشري لخطر وجودي وتزيد الزيادة السكانية هذه المشاكل.
يشير مصطلح بشري المنشأ إلى تأثير أو شيء ينتج عن نشاط إنساني. استخدم هذا المصطلح لأول مرة كمصطلح تقني عالم الجيولوجيا الروسي أليكسي بافلوف، واستخدمه لأول مرة بالإنكليزية عالم البيئة البريطاني آرثر تانسلي مشيرا إلى تأثيرات الإنسان على مجتمع النباتات الأوجي. طرح العالم الجوي بول كروتزن مصطلح حقبة الإنسان في أواسط السبعينيات، ويستخدم هذا المصطلح أحيانا في سياق انبعاثات التلوث الصادرة عن النشاط الإنساني منذ بدء الثورة الزراعية، لكنه يطبق بشكل واسع على جميع التأثيرات البشرية الرئيسية على البيئة. تأتي معظم الأعمال التي يقوم بها البشر والتي تسهم في زيادة حرارة البيئة من حرق الوقود الأحفوري من مصادر متعددة كالكهرباء والسيارات والطائرات والتدفئة الداخلية  والتصنيع وتدمير الغابات.

## التزايد السريع في عدد السكان
وصف ديفيد أتينبورو مستوى عدد السكان على الكوكب بأنه مضاعف لجميع المشاكل البيئية، ووصف البشرية عام 2013 بأنها وباء على الأرض يجب السيطرة عليه بالحد من النمو السكاني.
يرى بعض أنصار الإيكولوجيا العميقة كالمفكر والمجادل الراديكالي بينتي لينكولا أن زيادة عدد السكان تهدد الغلاف الحيوي بأكمله. وفي عام 2017 أصدر أكثر من 15000 عالما حول العالم إنذارا ثانيا للبشرية أكد على أن الزيادة السكانية السريعة هي السبب الرئيسي وراء العديد من التهديدات البيئية والاجتماعية. يمكن أن يوفر كوكب الأرض نوعية حياة مماثلة لتلك الحياة المُوفرة في الاتحاد الأوروبي لما لا يزيد عن 2 مليارات نسمة. وبعدد السكان الذي يبلغ ما بين 8 و 10 مليارات نسمة، رفاهية الشخص على نطاق عالمي ستنخفض إلى مستوى المزارع الفقير الذي يوفر بالكاد ما يكفي من الغذاء لنفسه ولا يتمتع بشيء من الرفاهية. وبالتالي سوف نضطر إلى أن نتقاسم كل شيء بعدالة من أجل تجنب النزاعات أو الحرب.

## التلوث البيئي
التلوث البيئي: هو إدخال الملوثات إلى البيئة الطبيعية، مما يلحق الضرر بها، ويسبب الاضطراب في النظام البيئي، وهذه الملوثات إما أن تكون مواد دخيلة على البيئة، أو مواد طبيعية، ولكن تجاوزت المستويات المقبولة، ولا يقترن التلوث بالمواد الكيميائية فقط، بل يمتد ليشمل التلوث بأشكال الطاقة المختلفة، كالتلوث الضوضائي والتلوث الحراري...
من أبرز أنواع التلوث البيئي:
1. التلوث الهوائي: ويقصد به اختلاط الهواء بمواد ضارة مثل ثاني أكسيد الكربون وثاني أكسيد الكبريت، وهذا التلوث ينتج بسبب دخان المصانع والنفايات السامة. يعتبر هذا التلوث من الأنواع التي يصعب التعامل معها لأننا لا يمكننا حصر الهواء والتعامل معه كمادة مثلما نتعامل مع تلوث التربة.
2. التلوث المائي: وصول بعض المواد الضارة إلى المسطحات المائية مثل البحار والمحيطات والأنهار والجداول، وغالبا يكون بسب التسربات النفطية من مكررات النفط القريبة من السواحل والمسطحات المائية، وقد يكون بسبب إفراغ نفايات المصانع داخل مياه البحار والمحيطات، وهذا يعتبر من أخطر أنواع التلوث لأنه يؤدي إلى قتل الكائنات البحرية.
3. التلوث الضوضائي (النفسي):[17] يقصد به الأصوات المزعجة وغير المرغوبة والتي تؤثر على صحة الإنسان، يرتبط التلوث الضّوضائي بالتّطور الصّناعي، وأنشطة البناء، ووسائط النّقل، مثل: الطّائرات، والقطارات، وغيرها.

## تراجع التنوع البيولوجي
يُعاني التنوّع البيولوجي في الوقت الحالي من مشكلاتٍ عديدة أثّرت على مكوناتهِ الأساسية، وخصوصاً في المناطق التي تعاني من التقلبات البيئية، ممّا أدّى إلى ظهور مُصطلح تراجع التنوع البيولوجي، والذي يُشير إلى قلة أعداد الكائنات الحية المكوّنة للنظام البيئي في مكانٍ ما، أو قد يؤدّي إلى زيادة عدد كائنات حيّة على حساب كائناتٍ حية أخرى، فينتج عن ذلك اختلالٌ في التوازن البيئي.
من أهم أسباب التراجع في التنوع البيولوجي:
1. التصحر: هو تعرض الأرض للتدهور في المناطق القاحلة وشبه القاحلة والجافة شبه الرطبة، مما يؤدي إلى فقدان الحياة النباتية والتنوع الحيوي بها، ويؤدي ذلك إلى فقدان التربة الفوقية ثم فقدان قدرة الأرض على الإنتاج الزراعي ودعم الحياة الحيوانية والبشرية.
2. انتشار الآفات الطبيعية: هي مجموعة من الأمراض التي تصيب الكائنات الحية في بيئة ما، مما يؤدي إلى تقليل عددها، والقضاء عليها تدريجياً.
3. التلوث: يعد من أكثر الأسباب المؤدية إلى تدهور التنوع البيولوجي، ويعود العامل المباشر لظهور التلوث إلى التأثير السلبي للإنسان على البيئة الحيوية للكائنات الحية، مما يؤدي إلى القضاء على التنوع البيولوجي فيها، ومن الأمثلة على هذا التلوث: التخلص من عوادم المصانع في مياه المسطحات المائية ممّا يؤدّي إلى قتل البيئة الحيوية الموجودة فيها.

## التلوث الناجم عن مياه الصرف الصحي
المياه العادمة أو مياه صرف صحي هي مخلفات سائلة أو مياه تأثرت نوعيتها سلباً نتيجة التأثير البشري عليها. وهي تشمل المخلفات السائلة المصرفة من المجمعات السكنية، والتجارية، والصناعية، والزراعية، وقد تحتوي أيضا على مجموعة واسعة من الملوثات المحتملة وبتراكيز مختلفة. كما تشير بالمصطلح العام، إلى المخلفات السائلة الصادرة عن المجمعات البشرية والحاوية على مجموعة واسعة من الملوثات الناجمة عن اختلاط الفضلات السائلة من مصادر شتى.
تحتوي مياه الصرف الصحي على بكتيريا كثيرة جداً تسبب أمراضاً عديدة، فمثلاً في الجرام الواحد من مخرجات الجسم (عرق أو بول أو براز) يحتوي على 10 ملايين فيروس، بالإضافة إلى مليون من البكتيريا. مثال ذلك بكتيريا السالمونيلا التي تؤدي إلى الإصابة بمرض حمى التيفوئيد والنزلات المعوية. وتسبب بكتيريا الشيجلا أمراض الإسهال، كما تسبب بكتيريا الإسشيرشيا كولاي القيء والإسهال، وقد تؤدي إلى الجفاف خاصةً عند الأطفال. أما بكتيريا اللبتوسبيرا فيترتب عليها أمراض التهابات الكبد والكلى والجهاز العصبي المركزي، أما بكتيريا الفيبريو فتسبب مرض الكوليرا

## التغيرات المناخية
تغير المناخ أو التغير المناخي هو أي تغير مؤثر وطويل المدى في معدل حالة الطقس يحدث لمنطقة معينة. يمكن أن يشمل معدل حالة الطقس معدل درجات الحرارة ومعدل التساقط وحالة الرياح. هذه التغيرات يمكن أن تحدث بسبب العمليات الديناميكية للأرض كالبراكين، أو بسبب قوى خارجية كالتغير في شدة الأشعة الشمسية أو سقوط النيازك الكبيرة، ومؤخراً بسبب نشاطات الإنسان، حيث أدى التوجه نحو تطوير الصناعة في الأعوام ال150 المنصرمة إلى استخراج مليارات الأطنان من الوقود الاحفوري لتوليد الطاقة وحرقها. هذه الأنواع من الموارد الأحفورية أطلقت غازات تحبس الحرارة كثاني أوكسيد الكربون وهي من أهم أسباب تغير المناخ. وتمكنت كميات هذه الغازات من رفع حرارة الكوكب إلى 1.2 درجة مئوية مقارنة بمستويات ما قبل الثورة الصناعية. ولكن إن أردنا تجنب العواقب الأسوأ ينبغي أن نلجم ارتفاع الحرارة الشامل ليبقى دون درجتين مئويتين.
أهم أسباب التغير المناخي:
1. رفع النشاط البشري لنسب غازات الدفيئة في الغلاف الجوي الذي بات يحبس المزيد من الحرارة.
2. التلوث بأنواعه الثلاث البري والجوي والبحري.
3. الثورات البركانية.

## الاستهلاك الزائد
فرط الاستهلاك حالة يتخطى فيها استخدام الموارد القدرة المستدامة للنظام البيئي. يمكن قياسه بالبصمة البيئية، وهو مدخل لحساب الموارد يقارن الطلب الإنساني على الأنظمة البيئية مع كمية المادة النباتية التي يمكن للأنظمة البيئية تجديدها. تشير التقديرات أن الطلب البشري الحالي أعلى بنسبة 70% من معدل إعادة الإنتاج لكل الأنظمة البيئية على الكوكب مجتمعة، ويؤدي النموذج الممتد لفرط الاستهلاك إلى التدهور البيئي والخسارة الحتمية لقواعد الموارد.
تؤثر عدة عوامل على التأثير الإنساني الإجمالي على الكوكب، ولا تقتصر فقط على العدد الأولي للبشر، فنمط حياتهم (يتضمن الوفرة الإجمالية واستغلال الموارد) والتلوث الذي ينتجونه (بمافيه البصمة الكربونية) مهمين بذات الدرجة. صرحت النيويورك تايمز عام 2008 أن سكان الدول المتقدمة في العالم يستهلكون الموارد كالنفط والمعادن بمعدل يقارب 32 ضعف سكان البلدان النامية الذين يشكلون القسم الأكبر من البشرية.
تمتص البلدان الغربية الغنية الآن موارد الكوكب وتدمر الأنظمة البيئية بمعدل غير مسبوق. وتُفتتَح طرق سريعة عبر السيرينجيتي للحصول على المزيد من المعادن النادرة من أجل الهواتف النقالة، وصيد السمك البحري المكثف وتدمير الشعاب المرجانية وطرح المزيد من ثاني أكسيد الكربون في الجو سيؤدي إلى انقراض ضخم. يمكن أن يكون لعالم عدد سكانه يبلغ المليار تقريبا أثر إجمالي مناهض للإجهاض، ويمكن دعمه لعدة آلاف من السنين واستدامة حياة المزيد من البشر على المدى البعيد مقارنة مع النمو غير المتحكم به حاليا واحتمال الانهيار المفاجئ. إن استهلك الجميع الموارد بمعدل استهلاك الولايات المتحدة -وهو ما يطمح العالم إليه- سنحتاج إلى 4 أو 5 كواكب مثل الأرض؛ نحن ندمر الأنظمة الداعمة للحياة في كوكبنا.
سببت الحضارة الإنسانية خسارة 83% من الثدييات البرية ونصف النباتات؛ ويزيد وزن الدجاج العالمي بمقدار ثلاثة أضعاف عن جميع الطيور البرية، وتزيد الماشية المنزلية والخنازير وزنا عن الثدييات البرية بنسبة 14 إلى 1. ويتجه استهلاك اللحوم إلى الضعف بحلول عام 2050، ويحتمل أن يرتفع عدد سكان العالم بنسبة 76% ليصل إلى 9 مليارات شخص، الأمر الذي سيكون عاملا كبيرا في المزيد من الخسارة في التنوع الحيوي، وازدياد انبعاثات غازات الدفيئة.

## سوء استخدام الطبيعية
إن سوء استخدام الإنسان للثروة الطبيعية والنباتية أدى إلى تهديد وجود الغطاء النباتي. حيث يقوم الإنسان بأنشطة مختلفة من شأنها أن تشكل خطرا على الحياة النباتية، مثل: توسيع مساحة الأراضي الزراعية والعمرانية على حساب المساحات التي تنمو فيها النباتات الطبيعية، وممارسة الرعي الجائر، والاستمرار في قطع الأشجار لاستخدامها في الصناعة، وغيرها من الأنشطة التي قد تدمر الغطاء النباتي .يجدر الإشارة إلى أن الغطاء النباتي يساهم في إنتاج الأوكسجين، والأوكسجين مهم لاستمرار الحياة على الكوكب، كما أن سوء التعامل البشري مع الغطاء النباتي سوف يؤدي إلى تفاقم العديد من المشاكل مثل: التصحر والجفاف وانقراض العديد من الحيوانات وانتشار الآفات النباتية.
أوضح تقرير مؤشرات التنمية عام 2016 حول تغير غطاء الأشجار على مدى ربع قرن مضى، حيث إن العالم خسر نحو 1220000 كيلو متر مربع من مساحة الغابات منذ عام 1990م، وأن ما تبقى من غابات يغطي ثلث اليابسة على الأرض، وخسرت قارة أمريكا الجنوبية وحدها نحو 970 ألف كيلو متر مربع من مساحة غاباتها.

## التقنية
ينتج غالبا عن تطبيق التكنولوجيا تأثيرات لا يمكن تجنبها وغير متوقعة، وهي وفقا لمعادلة I = PAT تقاس باعتبارها استخدام مورد أو التلوث المتولد لكل وحدة ناتج محلي إجمالي. وتعتبر التأثيرات البيئية الناتجة عن تطبيق التكنولوجيا غالبا غير قابلة للتجنب لعدة أسباب؛ أولها، بما أن غاية العديد من التقنيات استغلال الطبيعة والتحكم بها أو تحسينها للفائدة الإنسانية المتصورة، وفي نفس الوقت أن عددا لا حصر له من العمليات في الطبيعة تحسنت وتتعدل باستمرار عن طريق التطور، فأي اضطراب في هذه العمليات الطبيعية تحدثه التكنولوجيا من المحتمل أن ينتج عنه عواقب بيئية سلبية. ثانيا، الحفاظ على مبدأ الكتلة والقانون الأول في الثرموديناميك (أي قانون حفظ الطاقة) يفرض أنه كلما تحركت الموارد المادية والطاقة أو تلاعبت بها التكنولوجيا، فلا يمكن الهرب من العواقب البيئية. ثالثا، وفقا للقانون الثالث في الثرموديناميك، يمكن زيادة الترتيب ضمن نظام (كالاقتصاد الإنساني) فقط عن طريق زيادة الفوضى أو الإنتروبية خارج النظام (أي البيئة)، وهكذا يمكن للتكنولوجيا خلق ترتيب في الاقتصاد الإنساني (أي الترتيب والنظام الذي تعبر عنه الأبنية والمصانع وشبكات المواصلات وأنظمة الاتصالات...) فقط على حساب زيادة الفوضى في البيئة. ووفقا لعدد من الدراسات فمن المحتمل أن زيادة الإنتروبية ترتبط بالتأثيرات البيئية السلبية.

## صيد السمك والزراعة
يتنوع تأثير الزراعة اعتمادا على التنوع الكبير للممارسات الزراعية الموظفة في أرجاء الأرض، ويعتمد التأثير البيئي في النهاية على ممارسات الإنتاج للنظام الذي يستخدمه المزارعون. الارتباط بين الانبعاثات في البيئة والنظام الزراعي غير مباشر، ويعتمد أيضا على متغيرات مناخية أخرى كالهطول المطري ودرجة الحرارة.
هناك نوعين من مؤشرات التأثير البيئي: «المعتمدة على الوسيلة»، وهي التي تعتمد على طرائق إنتاج المزارع، و«المعتمدة على التأثير» وهي التأثير الذي ينتج عن طرائق الزراعة على نظام الزراعة أو على الانبعاثات الصادرة إلى البيئة. ويمكن أن تكون جودة المياه الجوفية التي تتأثر بكمية النتروجين المطبقة على التربة مثالا عن المؤشر المعتمد على الوسيلة. والمؤشر الدال على خسارة النترات إلى المياه الجوفية يمكن أن يكون مثالا عن المؤشر المعتمد على التأثير.
يشمل التأثير البيئي للزراعة عددا من العوامل من التربة إلى الماء والهواء وتنوع الحيوانات والترب، والنباتات والغذاء ذاته. ومن بين القضايا البيئية المتعلقة بالزراعة التغيير المناخي والتصحر والهندسة الجينية ومشاكل الري والملوثات وتدهور التربة والنفايات.
يمكن تقسيم التأثير البيئي للصيد إلى قضايا تنطوي على توافر الأسماك التي يمكن اصطيادها، مثل الإفراط في صيد الأسماك، والمسامك المستدامة، وإدارة مصايد الأسماك، والقضايا المنطوية على تأثير الصيد على عناصر أخرى من البيئة، مثل الصيد العرضي وتدمير بعض المجموعات البيئية مثل الشعاب المرجانية.
تُعد قضايا الحماية هذه جزءًا من حماية البيئة البحرية، وتُطرح في برامج علوم المصايد. هناك فجوة متزايدة بين عدد الأسماك المتاحة للصيد ورغبة البشرية في صيدها، وهي مشكلة تزداد سوءًا مع نمو سكان العالم.
على غرار القضايا البيئية الأخرى، هناك صراع بين الصيادين الذين يعتمدون على الصيد من أجل كسب عيشهم وعلماء مصايد الأسماك الذين يقولون إنه في حال الرغبة ببقاء أعداد الأسماك مستدامة في المستقبل، فيجب أن تُقلل عدد المصايد، أو حتى تغلق.
نشرت مجلة ساينس دراسة تمت على مدار أربع سنوات في نوفمبر 2006 تنبأت فيها بأنه في حال الاستمرار بتلك الاتجاهات السائدة، سوف ينفد العالم من المأكولات البحرية المصطادة في عام 2048. وذكر العلماء أن هذا الانخفاض يأتي نتيجة للإفراط في صيد الأسماك والتلوث وغير ذلك من العوامل البيئية، بالإضافة إلى العوامل التي كانت تقلل من تعداد المصايد في نفس الوقت الذي تتدهور فيه نظمها الإيكولوجية. على كل حال، واجه التحليل انتقادات باعتباره معيبًا بشكل أساسي يتحدى في نتائجه العديد من مسؤولي إدارة مصايد الأسماك وممثلي الصناعة والعلماء أيضًا، على الرغم من استمرار النقاش دائرًا. اتخذت العديد من البلدان، مثل تونغا والولايات المتحدة وأستراليا ونيوزيلندا وهيئات الإدارة الدولية خطوات من أجل إدارة الموارد البحرية بشكل مناسب.
أصدرت منظمة الأمم المتحدة للأغذية والزراعة (الفاو) تقريرها عن حالة مصايد الأسماك وتربية الأحياء المائية في العالم في عام 2018، مشيرة إلى أن إنتاج المصايد السمكية ظل ثابتًا على مدار العقدين الأخيرين ولكن الصيد الجائر غير المستدام ازداد إلى نسبة 33% من مصايد الأسماك في العالم. ولاحظوا أيضًا ازدياد الاستزراع المائي (وهو إنتاج الأسماك المستزرعة) من 120 مليون طن سنويًا في عام 1990 إلى أكثر من 170 مليون طن في عام 2018.

## الري
يشتمل التأثير البيئي للري على التغيرات في كمية التربة والمياه ونوعيتهما نتيجة للري وما يترتب عليه من آثار على الظروف الطبيعية والاجتماعية في نهاية شبكة الري ومصبها.
تنشأ الآثار عن تغير الظروف الهيدرولوجية بسبب تركيب المخطط وتشغيله.
غالبًا ما يسحب نظام الري المياه من النهر ويوزعها على المنطقة المروية. وباعتبارها نتيجة هيدرولوجية، عُثر على:
- انخفاض تصريف النهر المصب.
- ازدياد التبخر على الرسم البياني.
- زيادة تغذية المياه الجوفية في الرسم البياني.
- ارتفاع منسوب المياه الجوفية.
- ازدياد تدفق التصريف.

تُعد هذه الآثار مباشرة.
الآثار على نوعية التربة والمياه غير مباشرة ومعقدة، والآثار اللاحقة على الظروف الطبيعية والبيئية والاجتماعية والاقتصادية معقدة. في بعض الحالات -ولكن ليس في جميعها- يمكن أن يحدث الإشباع بالماء وتملح التربة. ومع ذلك، يمكن استخدام الري مع تصريف التربة، من أجل التغلب على تملحها عن طريق ترشيح الأملاح الزائدة من المنطقة المجاورة لمنطقة الجذر.
يمكن أن يتم الري باستخراج المياه الجوفية بواسطة آبار (أنابيب). باعتبارها نتيجة هيدرولوجية، وجد انحدار في مستوى الماء. قد تكون التأثيرات هي استخراج المياه الأحفورية، وانخساف الأراضي/التربة، بالإضافة إلى تسرب المياه المالحة على امتداد الساحل.
يمكن أن يكون لمشاريع الري فوائد كبيرة، لكن الآثار الجانبية السلبية غالبًا ما يُتغاضى عنها. تعتبر تقنيات الري الزراعية مثل مضخات المياه عالية الطاقة والسدود وخطوط الأنابيب مسؤولة عن استنفاد موارد المياه العذبة على نطاق واسع مثل طبقات المياه الجوفية والبحيرات والأنهار. نتيجة لهذا التحويل الهائل للمياه العذبة، تجف البحيرات والأنهار والجداول، وتتغير بشدة أو تشدد على النظم البيئية المحيطة، وتسهم في انقراض العديد من الأنواع المائية.

## فقدان الأراضي الزراعية
قدرت لال وستيوارت الخسائر العالمية للأراضي الزراعية من جراء التدهور وإخلاء الأراضي الزراعية بنحو 12 مليون هكتار في السنة. على النقيض من ذلك ووفقًا لشير، قدّر مقياس (جي إل إيه إس أو دي) أو: التقييم العالمي لتدهور التربة الناتج عن النشاط البشري بموجب برنامج الأمم المتحدة للبيئة) ضياع 6 ملايين هكتار من الأراضي الزراعية في السنة منذ منتصف الأربعينيات بسبب انخساف التربة، وأشارت إلى تشابه هذا الحجم مع السابقة لـدودال ورازانوڤ. لا تُعزى هذه الخسائر إلى انخساف التربة فحسب، بل أيضًا إلى التملح، وفقدان المواد المغذية والعضوية، والتحمض، والضغط، وقطع المياه، وتراجعها. يميل انخساف الأراضي الناجم عن أنشطة بشرية إلى أن يكون خطيرًا بصفة خاصة في المناطق الجافة. مع التركيز على خصائص التربة، قدر أولدمان أن نحو 19 مليون كيلومتر مربع من مساحة الأرض العالمية قد انخسفت، ويقدر دراغني وتشو أن الانخساف الذي شمل الغطاء النباتي والتربة بلغ نحو 36 مليون كيلومتر مربع في المناطق الجافة في العالم. على الرغم من الخسائر المقدرة للأراضي الزراعية، فقد زادت مساحة الأراضي الصالحة للزراعة المستخدمة في إنتاج المحاصيل على مستوى العالم بنحو 9% من عام 1961 إلى 2012، وتقدر بنحو 1.396 مليار هكتار في عام 2012.
يُعتقد أن معدلات انخساف التربة مرتفعة عالميًا، وتفوق معدلات الانخساف في الأراضي الزراعية التقليدية عمومًا تقديرات معدلات إنتاج التربة، وعادةً بأكثر من ترتيب من ناحية الحجم. تعتمد عملية أخذ العينات من أجل تقديرات الانخساف في الولايات المتحدة من قِبل هيئة صيانة الموارد الطبيعية بالولايات المتحدة (إن آر سي إس) على أساس إحصائي، ويستخدم التقدير معادلة فقدان التربة العالمية ومعادلة تآكل الرياح. وفي عام 2010، قُدّر متوسط انجراف التربة السطحية والتآكل سنويا بفعل حت الرياح والأمطار على أراضي الولايات المتحدة غير الفيدرالية بنحو 10.7 طن/هكتار في أراضي المحاصيل و1.9 طن/هكتار على أراضي المراعي؛ انخفض متوسط معدل انخساف التربة في الأراضي الزراعية الأمريكية بنحو 34% منذ عام 1982. أصبحت ممارسات الزراعة بلا حرث والزراعة منخفضة الحرث شائعة على نحو متزايد في أراضي المحاصيل في أمريكا الشمالية المستخدمة من أجل إنتاج الحبوب مثل القمح والشعير. في الأراضي الزراعية غير المزروعة، قُدر متوسط الخسارة الكلية الأخيرة للتربة 2.2 طن/هكتار في السنة. بالمقارنة مع الزراعة باستخدام الطرق التقليدية، فقد اقترح أنه نظرًا إلى أن الزراعة دون حرث تنتج معدلات انخساف أقرب بكثير من معدلات إنتاج التربة، فإنها يمكن أن توفر أساسًا للزراعة المستدامة.
انخساف الأراضي هو عملية تتأثر فيها قيمة البيئة الفيزيائية الحيوية بمزيج من العمليات التي يسببها الإنسان والمؤثرة على الأرض. يُنظر إليه على أنه أي تغيير أو اضطراب في الأرض التي يُعتقد أنها ضارة أو غير مرغوب بها. تُستبعد المخاطر الطبيعية ولا تعَد سببًا، لكن الأنشطة البشرية يمكن أن تؤثر بشكل غير مباشر على ظواهر مثل الفيضانات وحرائق الغابات. يعَد هذا موضوعًا مهمًا في القرن الحادي والعشرين نظرًا إلى تداعيات انخساف الأراضي على الإنتاجية الزراعية والبيئة وتأثيراتها على الأمن الغذائي. تشير التقديرات إلى أن ما يصل إلى 40% من الأراضي الزراعية في العالم منخسفة بشكل خطير.

## إنتاج اللحوم
تشتمل الآثار البيئية المرتبطة بإنتاج اللحوم على استخدام الطاقة الأحفورية وموارد المياه والأراضي وانبعاثات الغازات الدفيئة وإزالة الغابات المطيرة في بعض الحالات وتلوث المياه وتعريض الأنواع للخطر، من بين الآثار الضارة الأخرى. شتاينفيلد وآخرون. قدرت منظمة الأغذية والزراعة أن 18% من انبعاثات الغازات الدفيئة العالمية بشرية المنشأ (المقدرة بما يعادل 100 عام من مكافئ ثاني أكسيد الكربون) ترتبط بطريقة ما بالإنتاج الحيواني. تشير بيانات منظمة الأغذية والزراعة إلى أن اللحوم تمثل 26% من حمولة المنتجات الحيوانية العالمية في عام 2011.